# 고순 (신라의 장군)
고순(高純, ? ~ ?)은 신라 문무왕 때의 장군이다. 661년에 당나라가 고구려를 치려 하자, 남천주총관(南川州摠管)으로 임명되어 김유신 등과 함께 고구려정벌군에 편성되었다. 이후 그 해 9월 백제의 유민들이 옹산성(甕山城)에서 소동을 일으키자, 이를 포위 공격하여 수천 명을 죽이는 공을 세웠다.